# 李秀真 (1969年)
李秀真（：／ Lee Sue-Jean，1969年11月3日—），大韓民國法官出身的政治人物。

## 生平

### 早年生活
1969年，李秀真官方資料記載生於的忠清南道論山市，實際為全羅北道全州市，儘管她也否認過前者的說法，但已積非成是。她來自一個窮困家庭，兒時與四個兄弟姊妹共用一個房間。11歲喪父。有一天，她靠賣襪子為生的母親，在冰上滑倒，髖骨壞死。經常為此哭泣的她在日記中描述了母親的問題。她的小學老師將此故事投稿到全北日報刊登。後來，她進入了全州崇善女子中學，並於1996年在首爾大學獲得了經濟學的學士學位。

### 法律生涯
1998年獲得律師資格後，於2002年畢業於司法研究和培訓學院。她的職業生涯始於仁川地方法院，然後是首爾高級法院，首爾中央地方法院和首爾南部地方法院。2011年，她與他人共同創立了國際人權法研究所。
她在2008年負責趙斗淳事件時引起了公眾的關注。這位8歲的受害者身受重傷，因此必須裝人工尿袋和人工肛門。由於檢方逼迫受害人傳喚並重複她的證詞，受到嚴厲批評。她的父母最終對控方提起了訴訟，而身為審判官的李秀真命令檢方向受害者支付1300萬韓元（13000美元）的賠償。

### 政治生涯
2020年1月27日，李秀真加入共同民主黨。在記者會中，她表達了對司法改革的主張，並提出了豐富民生的法案。3月4日，共同民主黨正式提名李秀真參選國會議員首爾特別市銅雀區乙選區。主持提名的都鍾煥（Do Jong-hwan）稱讚她為「一位真正了解少數群體為公正審判而努力工作的法官。」
4月15日的國會議員選舉打敗未來統合黨對手，現任議員羅卿瑗，當選為國會議員。

## 外部連結
- 李秀真的Instagram帳戶
- 李秀真的Facebook專頁
- 李秀真的博客